# Verrucosa meridionalis
Verrucosa meridionalis là một loài nhện trong họ Araneidae.
Loài này thuộc chi Verrucosa. Verrucosa meridionalis được Eugen von Keyserling miêu tả năm 1892.